# Wanadoo
Wanadoo var en fransk internetleverantör inom France Telecom-koncernen, bildat 1995. Den 1 juni 2006 integrerades Wanadoo under Orange.
Wanadoo var 2001 Europas tredje största internetleverantör, med över 6 miljoner kunder. Wanadoo bedrev verksamhet i Frankrike, Luxemburg, Storbritannien, Tyskland, Spanien, Nederländerna, Polen, Danmark, Libanon, Jordanien, Marocko, Tunisien, Senegal, Mauritius, Elfenbenskusten, Vanuatu samt i USA.
Wanadoo drev även den franska internetportalen Voila.